# Carman Lapointe-Young
Carman Lapointe-Young (nascida em 1951, Canadá) é desde 2010 Sub-Secretária-Geral do Escritório de Serviços de Supervisão Interna (ESSI) da Organização das Nações Unidas.
Carman L. Lapointe do Canadá foi nomeada Subsecretária-Geral para Serviços de Supervisão Interna por um mandato de cinco anos com início em 14 de setembro de 2010.
Antes de sua nomeação, ela foi diretora do Escritório de Supervisão e Auditoria do Fundo Internacional do Desenvolvimento Agrícola durante 2009-2010. De 2004 a 2009, ela foi a auditoria geral do World Bank Group.
Lapointe também ocupou cargos de supervisão principal em uma série de corporações canadenses. Ela atuou como presidente e membro do Comitê de Auditoria da Organização para Segurança e Cooperação na Europa e como membro do Comitê de Auditoria da UNRWA. Em 1994-95, Lapointe foi presidente do Instituto de Auditores Internos, a organização internacional da profissão. Ela também atuou nos critérios do Comitê de Controle do Instituto Canadense de Revisores Oficiais de Contas e atualmente atua em uma força-tarefa para a Federação Internacional de Contabilistas.